# Boreč
Boreč település Csehországban, a Mladá Boleslav-i járásban. Boreč Stránka, Skalsko, Velké Všelisy, Doubravička, Vrátno, Kadlín és Kluky településekkel határos. Lakosainak száma 280 fő (2024. január 1.).

## Népesség
A település lakosságának változását az alábbi diagram mutatja:
| Lakosok száma | 349  | 364  | 325  | 396  | 268  | 279  | 250  | 258  | 264  | 280  |
|               | 1869 | 1900 | 1921 | 1961 | 1980 | 2011 | 2016 | 2019 | 2021 | 2024 |